# Финал Кубка Стэнли 2017
Финал Кубка Стэнли 2017 — решающая серия розыгрыша плей-офф Кубка Стэнли в сезоне Национальной хоккейной лиги 2016/2017 годов. В финале принимали участие чемпионы Восточной и Западной конференций, «Питтсбург Пингвинз» и «Нэшвилл Предаторз» соответственно. Серия стартовала 29 мая на домашней площадке «Питтсбурга» и завершилась 11 июня победой «Пингвинз» в шестом матче. Впервые в истории НХЛ оба главных тренера команд-финалистов являются американцами. «Питтсбург Пингвинз» стал первым клубом с сезона 1997/1998, которому удалось завоевать Кубок Стэнли два года подряд.

## Формат финала
Финальная серия состоит максимум из семи игр и ведётся до четырёх побед, в формате Д-Д-Г-Г-Д-Г-Д. Преимущество домашней площадки получает команда, занявшая наивысшее место в лиге по итогам регулярного чемпионата.

## Путь к финалу

### «Питтсбург Пингвинз»
| М | Команда                | И  | В  | П  | ПО | ВОО | ШЗ  | ШП  | РШ  | Очки |
| - | ---------------------- | -- | -- | -- | -- | --- | --- | --- | --- | ---- |
| 1 | p — Вашингтон Кэпиталз | 82 | 55 | 19 | 8  | 53  | 263 | 182 | +81 | 118  |
| 2 | Питтсбург Пингвинз     | 82 | 50 | 21 | 11 | 46  | 282 | 234 | +48 | 111  |
| 3 | Коламбус Блю Джекетс   | 82 | 50 | 24 | 8  | 48  | 249 | 195 | +54 | 108  |
| 4 | Нью-Йорк Рейнджерс     | 82 | 48 | 28 | 6  | 45  | 256 | 220 | +36 | 102  |
| 5 | Нью-Йорк Айлендерс     | 82 | 41 | 29 | 12 | 39  | 241 | 242 | -1  | 94   |
| 6 | Филадельфия Флайерз    | 82 | 39 | 33 | 10 | 32  | 219 | 236 | -17 | 88   |
| 7 | Каролина Харрикейнз    | 82 | 36 | 31 | 15 | 33  | 215 | 236 | -21 | 87   |
| 8 | Нью-Джерси Девилз      | 82 | 28 | 40 | 14 | 25  | 183 | 244 | -61 | 70   |

По итогам регулярного чемпионата «Питтсбург» занял 2-е место в Столичном дивизионе вслед за «Вашингтон Кэпиталз», набрав 111 очков.
В первом раунде «Пингвинз» обыграли «Коламбус Блю Джекетс» в пяти матчах. В следующем раунде в семи матчах был обыгран обладатель Президентского кубка, «Вашингтон Кэпиталз». В финале конференции, «пингвины» в семи матчах победили «Оттаву Сенаторз».
«Питтсбург Пингвинз» участвуют в финале второй год подряд, а всего этот финал стал для команды шестым в истории. Клуб уже имеет в своём активе четыре Кубка Стэнли, последний из которых был выигран в 2016 году.

### «Нэшвилл Предаторз»
| М | Команда             | И  | В  | П  | ПО | ВОО | ШЗ  | ШП  | РШ  | Очки |
| - | ------------------- | -- | -- | -- | -- | --- | --- | --- | --- | ---- |
| 1 | z — Чикаго Блэкхокс | 82 | 50 | 23 | 9  | 46  | 244 | 213 | +31 | 109  |
| 2 | Миннесота Уайлд     | 82 | 49 | 25 | 8  | 46  | 266 | 208 | +58 | 106  |
| 3 | Сент-Луис Блюз      | 82 | 46 | 29 | 7  | 44  | 235 | 218 | +17 | 99   |
| 4 | Нэшвилл Предаторз   | 82 | 41 | 29 | 12 | 39  | 240 | 224 | +16 | 94   |
| 5 | Виннипег Джетс      | 82 | 40 | 35 | 7  | 37  | 249 | 256 | -7  | 87   |
| 6 | Аризона Койотис     | 82 | 30 | 42 | 10 | 24  | 197 | 260 | -63 | 70   |
| 7 | Ванкувер Кэнакс     | 82 | 30 | 43 | 9  | 26  | 182 | 243 | -61 | 69   |

В регулярном чемпионате 2016/2017 «Нэшвилл Предаторз» набрал 94 очка, занял 4-е место в Центральном дивизионе и получил второй уайлд-кард от Западной конференции.
В первом раунде плей-офф «Нэшвилл» в четырёх матчах победил «Чикаго Блэкхокс», в следующем раунде был обыгран «Сент-Луис Блюз» со счётом 4—2, а в финале Западной конференции «Предаторз» с таким же счётом выиграли у «Анахайм Дакс».
Данный финал стал для «Нэшвилл Предаторз» первым в истории клуба. За предыдущие три раунда плей-офф, «Нэшвилл» проиграл только один матч на домашней площадке.

### Результаты матчей в регулярном чемпионате
| 22.10.2016 | \| Нэшвилл Предаторз \| 5 : 1 (1:1, 4:0, 0:0) протокол \| Питтсбург Пингвинз \| \| Виктор Арвидссон — 03:08 Кевин Фиала — 22:26 Калле Йернкрук — 30:36 Кевин Фиала — 31:32 Виктор Арвидссон — 39:24 \| Голы \| 00:52 — Скотт Уилсон \| | Бриджстоун-арена     |
| Нэшвилл Предаторз                                                                                                | 5 : 1 (1:1, 4:0, 0:0) протокол | Питтсбург Пингвинз   |
| Виктор Арвидссон — 03:08 Кевин Фиала — 22:26 Калле Йернкрук — 30:36 Кевин Фиала — 31:32 Виктор Арвидссон — 39:24 | Голы | 00:52 — Скотт Уилсон |

| 31.01.2017                                                                                 | \| Питтсбург Пингвинз \| 4 : 2 (1:1, 3:0, 0:1) протокол \| Нэшвилл Предаторз \| \| Крис Кунитц — 16:19 Тревор Дэйли — 23:10 Патрик Хёрнквист — 31:07 Патрик Хёрнквист — 36:12 \| Голы \| 14:04 — Калле Йернкрук 43:18 — Колин Уилсон \| | PPG Paints-арена                            |
| Питтсбург Пингвинз                                                                         | 4 : 2 (1:1, 3:0, 0:1) протокол | Нэшвилл Предаторз                           |
| Крис Кунитц — 16:19 Тревор Дэйли — 23:10 Патрик Хёрнквист — 31:07 Патрик Хёрнквист — 36:12 | Голы | 14:04 — Калле Йернкрук 43:18 — Колин Уилсон |

### Плей-офф
| Восточная конференция |          |                        |            |                                              |
| Стадия                | Соперник | Соперник               | Общий счёт | Результаты игр                               |
| 1-й раунд             | С3       | «Коламбус Блю Джекетс» | 4 : 1      | 3:1, 4:1, 5:4 (ОТ), 4:5, 5:2                 |
| 2-й раунд             | С1       | «Вашингтон Кэпиталз»   | 4 : 3      | 3:2, 6:2, 2:3 (ОТ), 3:2, 2:4, 2:5, 2:0       |
| финал конференции     | А2       | «Оттава Сенаторз»      | 4 : 3      | 1:2 (ОТ), 1:0, 1:5, 3:2, 7:0, 1:2, 3:2 (2ОТ) |

| Западная конференция |          |                   |            |                                        |
| Стадия               | Соперник | Соперник          | Общий счёт | Результаты игр                         |
| 1-й раунд            | Ц1       | «Чикаго Блэкхокс» | 4 : 0      | 1:0, 5:0, 3:2 (ОТ), 4:1                |
| 2-й раунд            | Ц3       | «Сент-Луис Блюз»  | 4 : 2      | 4:3, 2:3, 3:1, 2:1, 1:2, 3:1           |
| финал конференции    | Т1       | «Анахайм Дакс»    | 4 : 2      | 3:2 (ОТ), 3:5, 2:1, 2:3 (ОТ), 3:1, 6:3 |

## Арены
| Питтсбург           | PPG Paints-арена Бриджстоун-аренаАрены финала Кубка Стэнли 2017 | Нашвилл             |
| PPG Paints-арена    | PPG Paints-арена Бриджстоун-аренаАрены финала Кубка Стэнли 2017 | Бриджстоун-арена    |
| Вместимость: 18 387 | PPG Paints-арена Бриджстоун-аренаАрены финала Кубка Стэнли 2017 | Вместимость: 17 113 |
|                     | PPG Paints-арена Бриджстоун-аренаАрены финала Кубка Стэнли 2017 |                     |

## Ход серии
Начало матчей указано по Североамериканскому восточному времени (UTC-4).

### Матч № 1
| 29 мая 2017 20:00 | Питтсбург Пингвинз | 5 : 3 (3:0, 0:1, 2:2) | Нэшвилл Предаторз | PPG Paints-арена Зрителей: 18 618 |

| Отчёт | Отчёт                                           | Отчёт | Отчёт       | Отчёт                                                                  |
| --- | ----------------------------------------------- | --- | ----------- | ---------------------------------------------------------------------- |
| |                                                 | |             |                                                                        |
| | Мэтт Мюррей                                     | Вратари | Пекка Ринне | Судьи: Уэс Макколи Брэд Майер Линейные судьи: Скотт Черри Брайан Мёрфи |
| | Голы:                                           | |             | Судьи: Уэс Макколи Брэд Майер Линейные судьи: Скотт Черри Брайан Мёрфи |
| Евгений Малкин (бол.) — 15:32 (Т. Дэйли, С. Кросби) Конор Шири — 16:37 (К. Кунитц, С. Кросби) Ник Бонино — 19:43 (Б. Дюмулин) Джейк Генцел — 56:43 (М. Каллен, Дж. Шультц) Ник Бонино (п.в.) — 58:58 (К. Кунитц) | 1 : 0 2 : 0 3 : 0 3 : 1 3 : 2 3 : 3 4 : 3 5 : 3 | 28:21 — Райан Эллис (бол.) (Пи-Кей Суббан, М. Фишер) 50:06 — Колтон Сиссонс (бол.) (Р. Йоси, К. Йернкрук) 53:29 — Фредерик Гудро (О. Уотсон, М. Фишер) |             | Судьи: Уэс Макколи Брэд Майер Линейные судьи: Скотт Черри Брайан Мёрфи |
| |                                                 | |             | Судьи: Уэс Макколи Брэд Майер Линейные судьи: Скотт Черри Брайан Мёрфи |
| |                                                 | |             | Судьи: Уэс Макколи Брэд Майер Линейные судьи: Скотт Черри Брайан Мёрфи |
| |                                                 | |             | Судьи: Уэс Макколи Брэд Майер Линейные судьи: Скотт Черри Брайан Мёрфи |
| 6 мин | Штраф                                           | 6 мин |             | Судьи: Уэс Макколи Брэд Майер Линейные судьи: Скотт Черри Брайан Мёрфи |
| |                                                 | |             |                                                                        |
| | 12                                              | Броски | 26          |                                                                        |

На восьмой минуте первого периода, защитник «Предаторз» Пи-Кей Суббан забросил шайбу в ворота Мэтта Мюррея, однако гол был отменён из-за офсайда у Филипа Форсберга. На 16-й минуте матча, Евгений Малкин реализовал большинство в два игрока и открыл счёт в матче. Через 65 секунд «Питтсбург» удвоил преимущество благодаря голу Конора Шири, а за 17 секунд до окончания первого периода счёт в матче стал 3:0 в пользу «Пингвинз». Во втором периоде Райан Эллис отыграл одну шайбу, забив гол в большинстве. На 51-й минуте матча Колтон Сиссонс сокращает счёт до минимального, а уже менее чем через 4 минуты Фредерик Гудро сравнивает счёт. Однако за 3 минуты до конца основного времени матча Джейк Генцел снова выводит «Питтсбург» вперёд, а Ник Бонино поражает пустые ворота и устанавливает окончательный счёт в матче — 5:3 в пользу «Питтсбурга». Во втором периоде «Питтсбург» не нанёс ни одного броска по воротам соперника, что впервые произошло в истории клуба в плей-офф. Всего «Пингвинз» в течение 37 минут не могли бросить по воротам «Нэшвилла».
Счёт в серии: 1—0 в пользу «Питтсбурга»

### Матч № 2
| 31 мая 2017 20:00 | Питтсбург Пингвинз | 4 : 1 (1:1, 0:0, 3:0) | Нэшвилл Предаторз | PPG Paints-арена Зрителей: 18 643 |

| Отчёт | Отчёт                       | Отчёт                                         | Отчёт                                              | Отчёт                                                                      |
| --- | --------------------------- | --------------------------------------------- | -------------------------------------------------- | -------------------------------------------------------------------------- |
| |                             |                                               |                                                    |                                                                            |
| | Мэтт Мюррей                 | Вратари                                       | 00:00-43:28 — Пекка Ринне 43:28-60:00 — Юусе Сарос | Судьи: Кевин Поллок Дэн О’Хэллоран Линейные судьи: Шейн Хейер Брэд Ковачик |
| | Голы:                       |                                               |                                                    | Судьи: Кевин Поллок Дэн О’Хэллоран Линейные судьи: Шейн Хейер Брэд Ковачик |
| Джейк Генцел — 16:36 (К. Шири, К. Кунитц) Джейк Генцел — 40:10 (Б. Раст, Р. Хэйнси) Скотт Уилсон — 43:13 (Ф. Кессел, М. Каллен) Евгений Малкин — 43:28 (К. Кунитц, И. Коул) | 0 : 1 : 1 2 : 1 3 : 1 4 : 1 | 12:57 — Понтус Оберг (В. Арвидссон, М. Фишер) |                                                    | Судьи: Кевин Поллок Дэн О’Хэллоран Линейные судьи: Шейн Хейер Брэд Ковачик |
| |                             |                                               |                                                    | Судьи: Кевин Поллок Дэн О’Хэллоран Линейные судьи: Шейн Хейер Брэд Ковачик |
| |                             |                                               |                                                    | Судьи: Кевин Поллок Дэн О’Хэллоран Линейные судьи: Шейн Хейер Брэд Ковачик |
| |                             |                                               |                                                    | Судьи: Кевин Поллок Дэн О’Хэллоран Линейные судьи: Шейн Хейер Брэд Ковачик |
| 15 мин | Штраф                       | 19 мин                                        |                                                    | Судьи: Кевин Поллок Дэн О’Хэллоран Линейные судьи: Шейн Хейер Брэд Ковачик |
| |                             |                                               |                                                    |                                                                            |
| | 27                          | Броски                                        | 38                                                 |                                                                            |

Счёт в матче был открыт в середине первого периода игроком «Нэшвилла» Понтусом Обергом. На 17-й минуте матча Джейку Генцелу удалось сравнять счёт. Второй период голов не принёс, а после старта третьего периода, «Пингвинз» в течение трёх с половиной минут забили три шайбы подряд и обеспечили себе победу в матче со счётом 4:1. Нападающий «Питтсбурга» Джейк Генцел установил новый рекорд НХЛ по количеству забитых победных голов в плей-офф среди новичков (5).
Счёт в серии: 2—0 в пользу «Питтсбурга»

### Матч № 3
| 3 июня 2017 20:00 | Нэшвилл Предаторз | 5 : 1 (0:1, 3:0, 2:0) | Питтсбург Пингвинз | Бриджстоун-арена Зрителей: 17 283 |

| Отчёт | Отчёт                             | Отчёт                                     | Отчёт       | Отчёт                                                                  |
| --- | --------------------------------- | ----------------------------------------- | ----------- | ---------------------------------------------------------------------- |
| |                                   |                                           |             |                                                                        |
| | Пекка Ринне                       | Вратари                                   | Мэтт Мюррей | Судьи: Уэс Макколи Брэд Майер Линейные судьи: Скотт Черри Брайан Мёрфи |
| | Голы:                             |                                           |             | Судьи: Уэс Макколи Брэд Майер Линейные судьи: Скотт Черри Брайан Мёрфи |
| Роман Йоси (бол.) — 25:51 (К. Йернкрук, М. Экхольм) Фредерик Гудро — 26:33 (О. Уотсон, Р. Йоси) Джеймс Нил — 39:37 (В. Арвидссон, Р. Йоси) Крэйг Смит — 44:54 Маттиас Экхольм (бол.) — 53:10 (К. Йернкрук, К. Сиссонс) | 0 : 1 : 1 2 : 1 3 : 1 4 : 1 5 : 1 | 02:46 — Джейк Генцел (И. Коул, С. Кросби) |             | Судьи: Уэс Макколи Брэд Майер Линейные судьи: Скотт Черри Брайан Мёрфи |
| |                                   |                                           |             | Судьи: Уэс Макколи Брэд Майер Линейные судьи: Скотт Черри Брайан Мёрфи |
| |                                   |                                           |             | Судьи: Уэс Макколи Брэд Майер Линейные судьи: Скотт Черри Брайан Мёрфи |
| |                                   |                                           |             | Судьи: Уэс Макколи Брэд Майер Линейные судьи: Скотт Черри Брайан Мёрфи |
| 34 мин | Штраф                             | 44 мин                                    |             | Судьи: Уэс Макколи Брэд Майер Линейные судьи: Скотт Черри Брайан Мёрфи |
| |                                   |                                           |             |                                                                        |
| | 33                                | Броски                                    | 28          |                                                                        |

Победой «Нэшвилла» со счётом 5:1 завершился третий матч серии. Счёт в матче был открыт на третьей минуте первого периода игроком «Пингвинз» Джейком Генцелом. Во втором периоде хоккеисты «Нэшвилл Предаторз» забили три шайбы и ушли на перерыв при счёте 3:1. В третьем периоде «Предаторз» забивают еще дважды и сокращают счёт в серии до минимального.
Счёт в серии: 2—1 в пользу «Питтсбурга»

### Матч № 4
| 5 июня 2017 20:00 | Нэшвилл Предаторз | 4 : 1 (1:1, 2:0, 1:0) | Питтсбург Пингвинз | Бриджстоун-арена Зрителей: 17 260 |

| Отчёт | Отчёт                         | Отчёт                             | Отчёт       | Отчёт                                                                     |
| --- | ----------------------------- | --------------------------------- | ----------- | ------------------------------------------------------------------------- |
| |                               |                                   |             |                                                                           |
| | Пекка Ринне                   | Вратари                           | Мэтт Мюррей | Судьи: Дэн О’Хэллоран Кевин Полок Линейные судьи: Брэд Ковачик Шейн Хейер |
| | Голы:                         |                                   |             | Судьи: Дэн О’Хэллоран Кевин Полок Линейные судьи: Брэд Ковачик Шейн Хейер |
| Калле Йернкрук — 14:51 (К. Смит, О. Уотсон) Фредерик Гудро — 23:45 (Р. Эллис, Г. Золнерчик) Виктор Арвидссон — 33:08 (М. Фишер, Дж. Нил) Филип Форсберг (п.в.) — 56:37 (М. Экхольм, Пи-Кей Суббан) | 1 : 0 1 : 1 2 : 1 3 : 1 4 : 1 | 15:57 — Сидни Кросби (Б. Дюмулин) |             | Судьи: Дэн О’Хэллоран Кевин Полок Линейные судьи: Брэд Ковачик Шейн Хейер |
| |                               |                                   |             | Судьи: Дэн О’Хэллоран Кевин Полок Линейные судьи: Брэд Ковачик Шейн Хейер |
| |                               |                                   |             | Судьи: Дэн О’Хэллоран Кевин Полок Линейные судьи: Брэд Ковачик Шейн Хейер |
| |                               |                                   |             | Судьи: Дэн О’Хэллоран Кевин Полок Линейные судьи: Брэд Ковачик Шейн Хейер |
| 8 мин | Штраф                         | 6 мин                             |             | Судьи: Дэн О’Хэллоран Кевин Полок Линейные судьи: Брэд Ковачик Шейн Хейер |
| |                               |                                   |             |                                                                           |
| | 26                            | Броски                            | 24          |                                                                           |

Счёт в матче открыли хозяева на 15-й минуте первого периода, благодаря голу Калле Ярнкрука. Через минуту капитан гостей Сидни Кросби получает шайбу на синей линии от Брайана Дюмулина, выходит 1 на 1 с вратарём соперников и сравнивает счёт в матче. Во втором периоде «Нэшвилл» дважды забивает, а в концовке третьей двадцатиминутки, Филип Форсберг поражает пустые ворота «Питтсбурга» и устанавливает окончательный счёт в матче, 4:1 в пользу «Нэшвилл Предаторз».
Счёт в серии: ничья, 2—2

### Матч № 5
| 8 июня 2017 20:00 | Питтсбург Пингвинз | 6 : 0 (3:0, 3:0, 0:0) | Нэшвилл Предаторз | PPG Paints-арена Зрителей: 18 605 |

| Отчёт | Отчёт                               | Отчёт   | Отчёт                                              | Отчёт                                                                  |
| --- | ----------------------------------- | ------- | -------------------------------------------------- | ---------------------------------------------------------------------- |
| |                                     |         |                                                    |                                                                        |
| | Мэтт Мюррей                         | Вратари | 00:00-20:00 — Пекка Ринне 20:00-60:00 — Юусе Сарос | Судьи: Уэс Макколи Брэд Майер Линейные судьи: Брайан Мёрфи Скотт Черри |
| | Голы:                               |         |                                                    | Судьи: Уэс Макколи Брэд Майер Линейные судьи: Брайан Мёрфи Скотт Черри |
| Джастин Шульц (бол.) — 01:31 (С. Кросби, П. Хёрнквист) Брайан Раст — 06:43 (К. Кунитц, Т. Дэйли) Евгений Малкин — 19:49 (Ф. Кессел, Р. Хэйнси) Конор Шири — 21:19 (С. Кросби, Дж. Генцел) Фил Кессел — 28:02 (О. Мяяття, С. Кросби) Рон Хэйнси — 36:40 (Е. Малкин, Ф. Кессел) | 1 : 0 2 : 0 3 : 0 4 : 0 5 : 0 6 : 0 |         |                                                    | Судьи: Уэс Макколи Брэд Майер Линейные судьи: Брайан Мёрфи Скотт Черри |
| |                                     |         |                                                    | Судьи: Уэс Макколи Брэд Майер Линейные судьи: Брайан Мёрфи Скотт Черри |
| |                                     |         |                                                    | Судьи: Уэс Макколи Брэд Майер Линейные судьи: Брайан Мёрфи Скотт Черри |
| |                                     |         |                                                    | Судьи: Уэс Макколи Брэд Майер Линейные судьи: Брайан Мёрфи Скотт Черри |
| 42 мин | Штраф                               | 58 мин  |                                                    | Судьи: Уэс Макколи Брэд Майер Линейные судьи: Брайан Мёрфи Скотт Черри |
| |                                     |         |                                                    |                                                                        |
| | 24                                  | Броски  | 24                                                 |                                                                        |

«Питтсбург» крупно победил в пятом матче серии со счётом 6:0. В первом периоде хозяева забили три шайбы. Отличились: Джастин Шульц, Брайан Раст и Евгений Малкин. Перед стартом второго периода «Нэшвилл» заменил голкипера Пекку Ринне на Юусе Сароса. Во втором периоде хоккеисты «Питтсбурга» ещё трижды поразили ворота соперника,а третий период голов не принёс. «Пингвинз» побеждают в матче и выходят вперёд в серии.
Счёт в серии: 3—2 в пользу «Питтсбурга»

### Матч № 6
| 11 июня 2017 20:00 | Нэшвилл Предаторз | 0 : 2 (0:0, 0:0, 0:2) | Питтсбург Пингвинз | Бриджстоун-арена Зрителей: 17 271 |

| Отчёт | Отчёт       | Отчёт                                                                                    | Отчёт       | Отчёт                                                                      |
| ----- | ----------- | ---------------------------------------------------------------------------------------- | ----------- | -------------------------------------------------------------------------- |
|       |             |                                                                                          |             |                                                                            |
|       | Пекка Ринне | Вратари                                                                                  | Мэтт Мюррей | Судьи: Дэн О’Хэллоран Кевин Поллок Линейные судьи: Шейн Хейер Брэд Ковачик |
|       | Голы:       |                                                                                          |             | Судьи: Дэн О’Хэллоран Кевин Поллок Линейные судьи: Шейн Хейер Брэд Ковачик |
|       | 0 : 1 0 : 2 | 58:25 — Патрик Хёрнквист (Дж. Шульц, К. Кунитц) 59:46 — Карл Хагелин (п.в.) (Б. Дюмулин) |             | Судьи: Дэн О’Хэллоран Кевин Поллок Линейные судьи: Шейн Хейер Брэд Ковачик |
|       |             |                                                                                          |             | Судьи: Дэн О’Хэллоран Кевин Поллок Линейные судьи: Шейн Хейер Брэд Ковачик |
|       |             |                                                                                          |             | Судьи: Дэн О’Хэллоран Кевин Поллок Линейные судьи: Шейн Хейер Брэд Ковачик |
|       |             |                                                                                          |             | Судьи: Дэн О’Хэллоран Кевин Поллок Линейные судьи: Шейн Хейер Брэд Ковачик |
| 0 мин | Штраф       | 8 мин                                                                                    |             | Судьи: Дэн О’Хэллоран Кевин Поллок Линейные судьи: Шейн Хейер Брэд Ковачик |
|       |             |                                                                                          |             |                                                                            |
|       | 27          | Броски                                                                                   | 29          |                                                                            |

Счёт 0:0 держался до 59-й минуты матча, когда нападающий «Питтсбурга» Патрик Хёрнквист открыл счёт в матче, удачно сыграв на добивании. «Нэшвилл» заменил своего вратаря на шестого полевого игрока, однако Карл Хагелин забил шайбу в пустые ворота и гарантировал своей команде победу. «Питтсбург Пингвинз» завоевал свой пятый Кубок Стэнли, а капитан «пингвинов» Сидни Кросби был признан самым ценным игроком плей-офф 2017.
Итог серии: победа «Питтсбурга» со счётом 4—2
| Обладатель Кубка Стэнли 2017   |
| ------------------------------ |
| Питтсбург Пингвинз Пятый титул |

## Составы команд

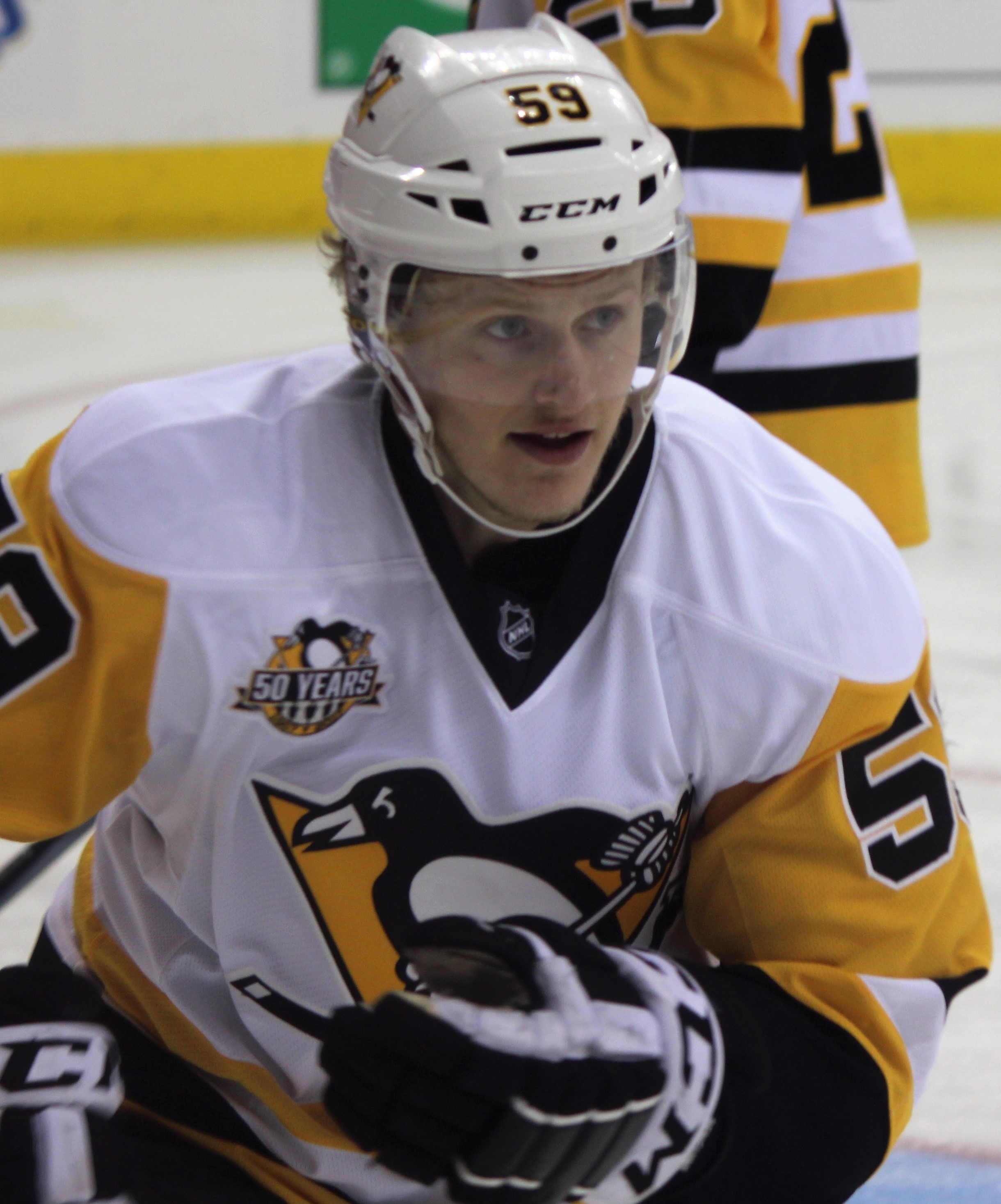
Забросив шайбу в первом матче финала, нападающий «Питтсбурга» Джейк Генцел стал пятым в истории игроком, которому удалось забить 10 голов в плей-офф в своём первом сезоне в НХЛ.

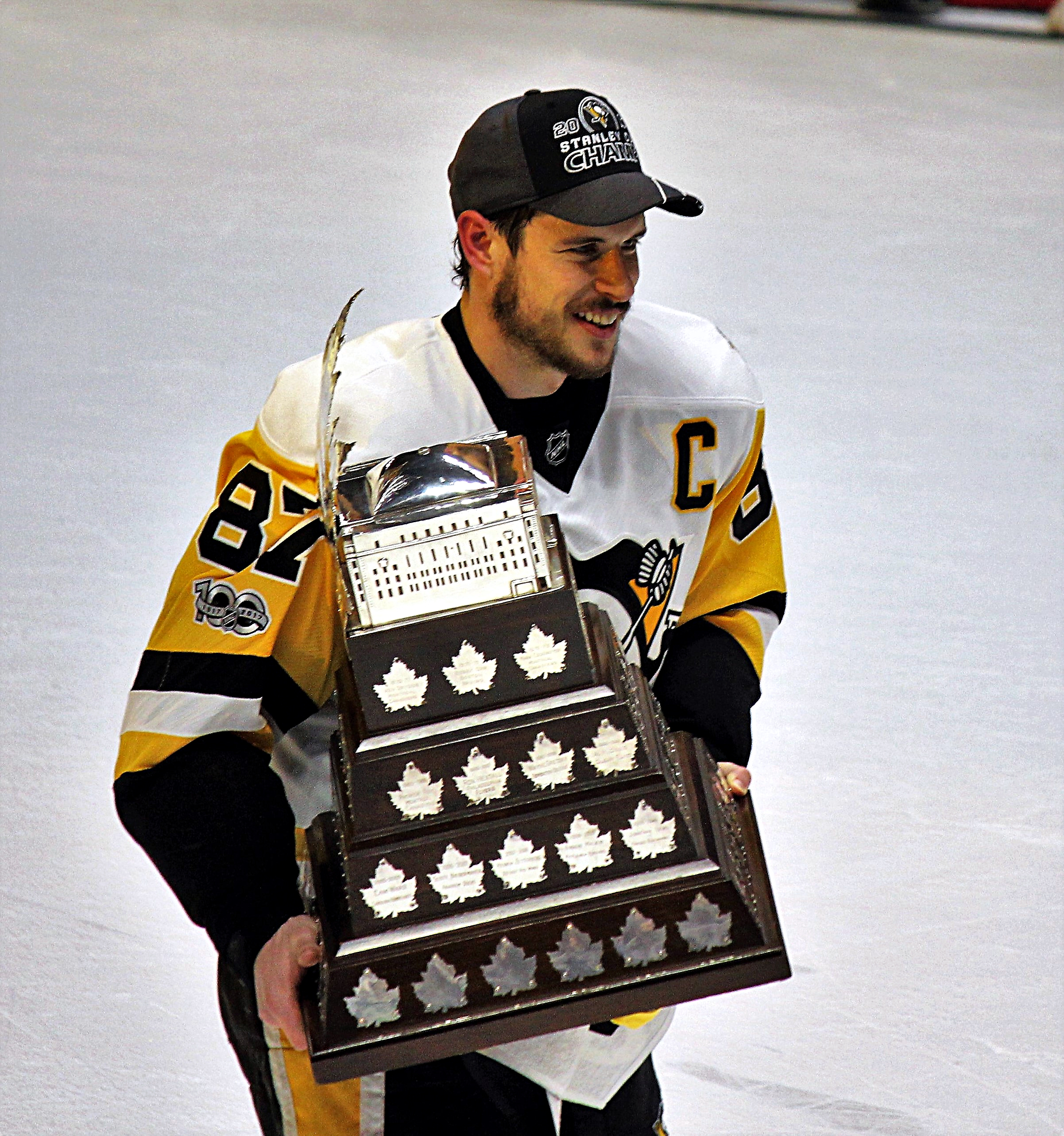
Капитан «Питтсбурга» Сидни Кросби, стал третьим в истории НХЛ игроком, получившим «Конн Смайт Трофи» второй год подряд.

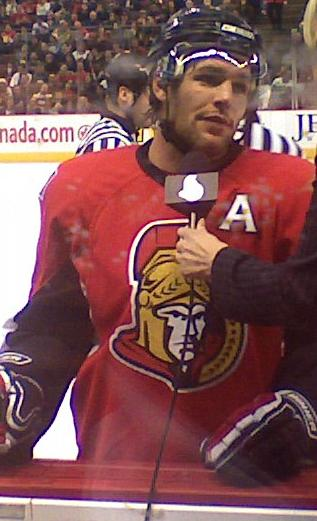
Капитан «Нэшвилла» Майк Фишер является единственным игроком в составе своей команды, который имеет опыт выступления в финальной серии. В финале Кубка Стэнли 2007 в составе «Оттавы Сенаторз» уступил в пяти матчах «Анахайм Дакс».

### «Питтсбург Пингвинз»
| Вратари    |                |                    |                   |                              |
| Номер      | Страна         | Имя                | Дата рождения     | Участие в финале             |
| 29         | Флаг Канады    | Марк-Андре Флёри   | 28 ноября, 1984   | четвёртое (2008, 2009, 2016) |
| 30         | Флаг Канады    | Мэтт Мюррей        | 25 мая, 1994      | второе (2016)                |
| Защитники  |                |                    |                   |                              |
| Номер      | Страна         | Имя                | Дата рождения     | Участие в финале             |
| 3          | Флаг Финляндии | Олли Мяяття        | 22 августа, 1994  | второе (2016)                |
| 4          | Флаг Канады    | Джастин Шульц      | 6 июля, 1990      | второе (2016)                |
| 6          | Флаг Канады    | Тревор Дэйли       | 9 октября, 1983   | первое                       |
| 8          | Флаг США       | Брайан Дюмулин     | 6 сентября, 1991  | второе (2016)                |
| 28         | Флаг США       | Иэн Коул           | 21 февраля, 1989  | второе (2016)                |
| 65         | Флаг США       | Рон Хэйнси         | 24 марта, 1981    | первое                       |
| Нападающие |                |                    |                   |                              |
| Номер      | Страна         | Имя                | Дата рождения     | Участие в финале             |
| 7          | Флаг США       | Мэтт Каллен        | 2 ноября, 1976    | третье (2006, 2016)          |
| 13         | Флаг США       | Ник Бонино         | 20 апреля, 1988   | второе (2016)                |
| 14         | Флаг Канады    | Крис Кунитц — А    | 26 сентября, 1979 | четвёртое (2007, 2009, 2016) |
| 17         | Флаг США       | Брайан Раст        | 11 мая, 1992      | второе (2016)                |
| 23         | Флаг Канады    | Скотт Уилсон       | 24 апреля, 1992   | первое                       |
| 37         | Флаг Канады    | Картер Рауни       | 10 мая, 1989      | первое                       |
| 43         | Флаг США       | Конор Шири         | 6 августа, 1992   | второе (2016)                |
| 45         | Флаг США       | Джош Арчибальд     | 6 октября, 1992   | первое                       |
| 59         | Флаг США       | Джейк Генцел       | 6 октября, 1994   | первое                       |
| 62         | Флаг Швеции    | Карл Хагелин       | 23 августа, 1988  | третье (2014, 2016)          |
| 71         | Флаг России    | Евгений Малкин — А | 31 июля, 1986     | четвёртое (2008, 2009, 2016) |
| 72         | Флаг Швеции    | Патрик Хёрнквист   | 1 января, 1987    | второе (2016)                |
| 81         | Флаг США       | Фил Кессел         | 2 октября, 1987   | второе (2016)                |
| 87         | Флаг Канады    | Сидни Кросби — К   | 7 августа, 1987   | четвёртое (2008, 2009, 2016) |

### «Нэшвилл Предаторз»
| Вратари    |                |                        |                   |                  |
| Номер      | Страна         | Имя                    | Дата рождения     | Участие в финале |
| 35         | Флаг Финляндии | Пекка Ринне            | 3 ноября, 1982    | первое           |
| 74         | Флаг Финляндии | Юусе Сарос             | 19 апреля, 1995   | первое           |
| Защитники  |                |                        |                   |                  |
| Номер      | Страна         | Имя                    | Дата рождения     | Участие в финале |
| 4          | Флаг Канады    | Райан Эллис — А        | 3 января, 1991    | первое           |
| 7          | Флаг Швейцарии | Янник Вебер            | 23 сентября, 1988 | первое           |
| 14         | Флаг Швеции    | Маттиас Экхольм        | 24 мая, 1990      | первое           |
| 52         | Флаг Канады    | Мэтт Ирвин             | 29 ноября, 1987   | первое           |
| 59         | Флаг Швейцарии | Роман Йоси — А         | 1 июня, 1990      | первое           |
| 76         | Флаг Канады    | Пи-Кей Суббан          | 13 мая 1989       | первое           |
| Нападающие |                |                        |                   |                  |
| Номер      | Страна         | Имя                    | Дата рождения     | Участие в финале |
| 9          | Флаг Швеции    | Филип Форсберг         | 13 августа, 1994  | первое           |
| 10         | Флаг Канады    | Колтон Сиссонс         | 5 ноября, 1993    | первое           |
| 11         | Флаг Канады    | Пьер-Александр Паренто | 24 марта, 1983    | первое           |
| 12         | Флаг Канады    | Майк Фишер — К         | 15 июня, 1980     | второе (2007)    |
| 15         | Флаг США       | Крэйг Смит             | 5 сентября, 1989  | первое           |
| 18         | Флаг Канады    | Джеймс Нил — А         | 3 сентября, 1987  | первое           |
| 19         | Флаг Швеции    | Калле Йернкрук         | 25 сентября, 1991 | первое           |
| 26         | Флаг Канады    | Гарри Золнерчик        | 1 сентября, 1987  | первое           |
| 32         | Флаг Канады    | Фредерик Годро         | 1 мая, 1993       | первое           |
| 33         | Флаг США       | Колин Уилсон           | 20 октября, 1989  | первое           |
| 38         | Флаг Швеции    | Виктор Арвидссон       | 8 апреля, 1993    | первое           |
| 46         | Флаг Швеции    | Понтус Оберг           | 23 сентября, 1993 | первое           |
| 51         | Флаг США       | Остин Уотсон           | 13 января, 1992   | первое           |
| 55         | Флаг Канады    | Коди Маклауд           | 26 июня, 1984     | первое           |
| 83         | Флаг Канады    | Вернон Фиддлер         | 9 мая, 1980       | первое           |

## Обладатели Кубка Стэнли 2017
Указаны игроки, тренеры и сотрудники фронт-офиса, чьи имена выгравированы на Кубке Стэнли

| Вратари: - 29 Марк-Андре Флёри - 30 Мэтт Мюррей | Защитники: - 3 Олли Мяяття - 4 Джастин Шульц - 6 Тревор Дэйли - 8 Брайан Дюмулин - 28 Иэн Коул - 32 Марк Штрайт - 58 Крис Летанг - 65 Рон Хэйнси | Крайние нападающие: - 14 Крис Кунитц — А - 17 Брайан Раст - 23 Скотт Уилсон - 34 Том Кюнхакль - 37 Картер Рауни - 43 Конор Шири - 45 Джош Арчибальд - 59 Джейк Генцел - 62 Карл Хагелин - 72 Патрик Хёрнквист - 81 Фил Кессел | Центральные нападающие: - 7 Мэтт Каллен - 23 Ник Бонино - 71 Евгений Малкин — А - 87 Сидни Кросби — К | Главный тренер: - Майк Салливан Ассистенты: - Жак Мартен - Рик Токкет Тренеры: - Майк Бэйлс - Марк Рекки - Сергей Гончар | Генеральный менеджер: - Джим Рутерфорд Ассистенты: - Джейсон Боттерилл - Джейсон Карманос - Билл Герин | Владельцы: - Марио Лемьё - Рональд Беркл - Уильям Кэсслинг Президент: - Дэвид Морхаус |

### Комментарии
1. ↑  Не участвовал в финале 2016 из-за травмы
2. ↑  Не участвовал в матчах № 3, № 4, № 5, № 6
3. ↑  Не участвовал в матче № 4
4. ↑  Не участвовал в матчах № 1, № 2, № 3, № 5, № 6
5. ↑  Не участвовал в матчах № 1 и № 2
6. ↑  Не участвовал в матчах № 1, № 2, № 5, № 6
7. ↑  Не участвовал в матчах № 1, № 2, № 6
8. ↑  Не участвовал в матчах № 1, № 2, № 3, № 4
9. ↑  Не участвовал в матчах № 3, № 4, № 5
10. ↑  Не участвовал в матчах № 3, № 4, № 5, № 6
11. ↑  Провёл 68 матчей в регулярном чемпионате (49 за «Филадельфию» и 19 за «Питтсбург»).
12. ↑  Провёл 41 матч в регулярном чемпионате. Не участвовал в финале из-за травмы